# Galileo Galilei (opera)

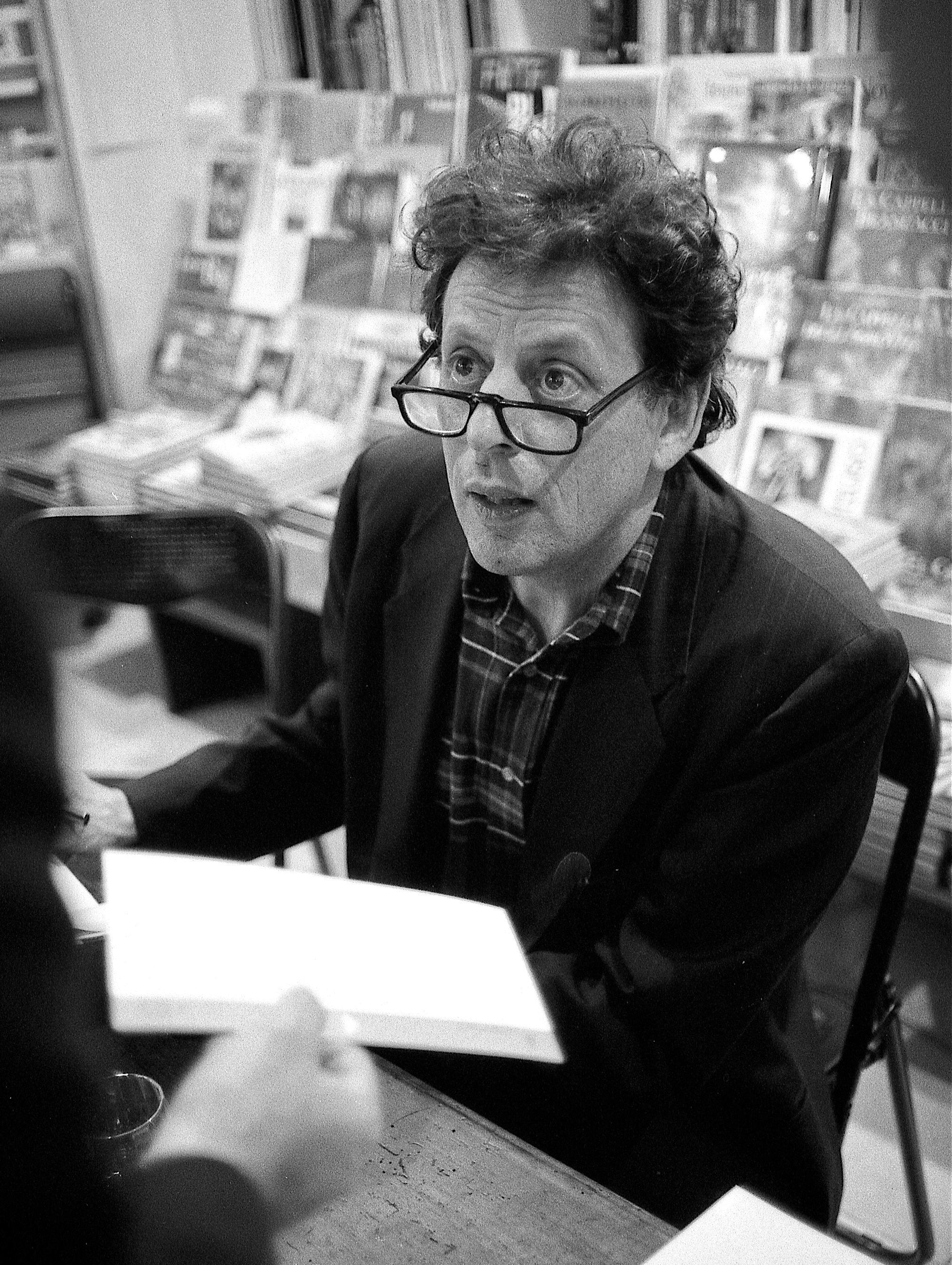
Philip Glass

Galileo Galilei är en opera i en akt och tio scener med musik av Philip Glass och libretto av Mary Zimmerman och Arnold Weinstein.

## Historia
Operan (Glass 18:e opera) bygger på delar av Galileo Galileis liv och är hämtat från brev skrivna av Galilei och hans familj. Verket hade premiär den 24 juni 2002 på Goodman Theatre i Chicago.
Operan börjar med Galilei som en gammal, blind man efter rättegången och inkvisitionen för hädelse. Verket utforskar både hans religiositet och hans brytning med kyrkan, och utvidgas till vidare släktskap mellan vetenskap och religion. I slutet av operan framställs Galilei som en ung pojke tittandes på en opera komponerad av hans fader Vincenzo Galilei, som var medlem av Florentincameratan, ett sällskap av konstnärer som var med och skapade den konstform som så småningom blev opera. Ironiskt nog handlar faderns opera om himlakropparnas rörelser.
Operan har satts upp i nya produktioner på Madison Opera och Portland Opera 2012.

## Handling
Scen 1
Opening Song
Under de sista dagarna av sitt liv minns den blinde Galileo Galilei de saker som han inte längre kan se.
Scen 2
Recantation
Företrädare för katolska kyrkan tillrättavisar vetenskapsmannen för att denne inte tar avstånd från teorin att jorden snurrar runt solen. Påven avkunnar sin dom och påminner Galileo om den tid då de båda vandrade i trädgården som vänner.
Scen 3
Pears
Marie Celeste, Galileos dotter, skickar fadern brev fyllda med kärlek och tilltro.
Scen 4
Trial
Galileo kallas inför rätten och får svara på frågor från två kardinaler angående sin bok "Dialog om de två världssystemen".
Scen 5
Dialog om de två världssystemen
Allt medan Galileo bläddrar i sin bok får fiktiva karaktärer liv och börjar diskutera teorierna. Here, the Older Galileo becomes the Younger Galileo.
Scen 6
Incline Plane
Teorierna och experimenten testas i Galileos laboratorium.
Scen 7
A Walk in the Garden
Galileo och hans gode vän kardinal Barberini diskuterar Galileos senaste bok i trädgården. Efter kardinalens tafatta försök till poesi uttrycker Galileo sin rädsla inför fienden. Barberini varnar Galileo för att fortsätta med sina teorier om planeterna.
Scen 8
Lamps
Medan Galileo är i mässan med sin dotter iakttar han en lampas cirkulära svängningar och förklarar sin teori för dottern.
Scen 9
Presentation of the Telescope
Galileo förklarar sin uppfinning för hertiginnan och hennes hovdamer. Hertiginnan och Galileo minns sin barndom då de såg en operan av Galileos fader  Vincenzo.
Scen 10
Opera within the Opera
Hertiginnan och Galileo, nu båda barn, befinner sin i publiken då faderns opera framförs. De himmelska figurernas magiska berättelse blir det verktyg med vilket Galileo återförenas med sin nu döda dotter.